# Ksour Essaf
Ksour Essaf (قصور الساف) este un oraș în Guvernoratul Mahdia, Tunisia.